# Lobsang Trinley
Lobsang Trinley (Rabgyas) (? - 1899/1900) was een Tibetaans tulku en politicus. Hij was de negende demo rinpoche. Van 14 juni 1886 tot 26 september 1895 was hij regent van Tibet.

## Levensloop
Trinley kwam uit een boerenfamilie. Als Demo Rinpoche stond hij aan het hoofd van het klooster Tengyeling in Lhasa. In 1886 werd hij benoemd tot regent en kwam hij in de plaats van de overleden Tatsag rinpoche, Tatsag Ngawang Pälden. Hij bleef aan als regent tot het aantreden van de dertiende dalai lama in 1895.
Tijdens zijn regentschap had zijn broer, de premier, nogal wat vijanden gemaakt. Vrijwel onmiddellijk nadat Lobsang Trinley de macht had overgedragen aan de dertiende dalai lama zou die daarom geprobeerd hebben de oorspronkelijke situatie te herstellen. Hij schonk een paar fraaie laarzen aan Sogya, een vertrouweling van de dalai lama en een tulku aan wie buitengewoon sterke spirituele krachten wordt toegeschreven. In de zool van een van de laarzen is op een papiertje een zwarte mantra, een soort doodsverwensing aan de dalai lama, genaaid. Met de grote spirituele energie van Sogya zou de kracht van deze vorm van zwarte magie versterkt worden, wat op die wijze een eind zou maken aan het leven van de dalai lama. Dit werd echter ontdekt.
In 1899 werd hij samen met zijn broers Norbu Tsering en Lobsang Dhonden beschuldigd van verraad en gearresteerd. De demo rinpoche werd tijdens zijn huisarrest in Lhasa verdronken door onderdompeling in een kopervat. De bezittingen van de demo labrang werden geconfisqueerd en de regering van historisch Tibet verklaarde dat een toekomstige reïncarnatie van de rinpoche in de toekomst niet meer erkend zou worden.
Ongeveer 10 jaar later menen echter aanhangers van de demo rinpoche toch een nieuwe reïncarnatie ontdekt te hebben in een neef van de dalai lama die daarop het verbod tot reïncarnatie ophief.